# David Greig
David Greig (* 1969 in Edinburgh) ist ein schottischer Dramatiker. 

## Leben
Greig wuchs in Nigeria auf. Er studierte an der Bristol University Englisch und Drama. Sein erstes Bühnenstück wurde 1992 in Glasgow uraufgeführt. 1996/97 war er Hausautor der Royal Shakespeare Company.
Sein Theaterstück Der Architekt wurde 2006 von Matt Tauber verfilmt, die Hauptrollen spielten Anthony LaPaglia und Isabella Rossellini. Greig schrieb zusammen mit Tauber das Drehbuch.

## Werke (Auswahl)
- Der Architekt, deutsch von Reinhard Kaiser
- Entlegene Inseln, deutsch von Barbara Christ
- Europa, deutsch von Nils Tabert
- Mainstream, deutsch von Barbara Christ
- Pyrenäen, deutsch von Barbara Christ
- San Diego, deutsch von Barbara Christ
- Timeless, deutsch von Thomas Oberender
- Charlie and the Chocolate Factory, Musicaladaption des gleichnamigen Kinderbuches von Roald Dahl

## Auszeichnungen
- 2014: Deutscher Jugendtheaterpreis für Monster (The Monster in the Hall), zusammen mit Barbara Christ